# Chimarra parasocia
Chimarra parasocia är en nattsländeart som beskrevs av Lago och Harris 1987. Chimarra parasocia ingår i släktet Chimarra och familjen stengömmenattsländor. Inga underarter finns listade i Catalogue of Life.